# Anomala atriventris
Anomala atriventris är en skalbaggsart som beskrevs av Carsten Zorn 2011. Anomala atriventris ingår i släktet Anomala och familjen Rutelidae. Inga underarter finns listade i Catalogue of Life.